# Carnuntum

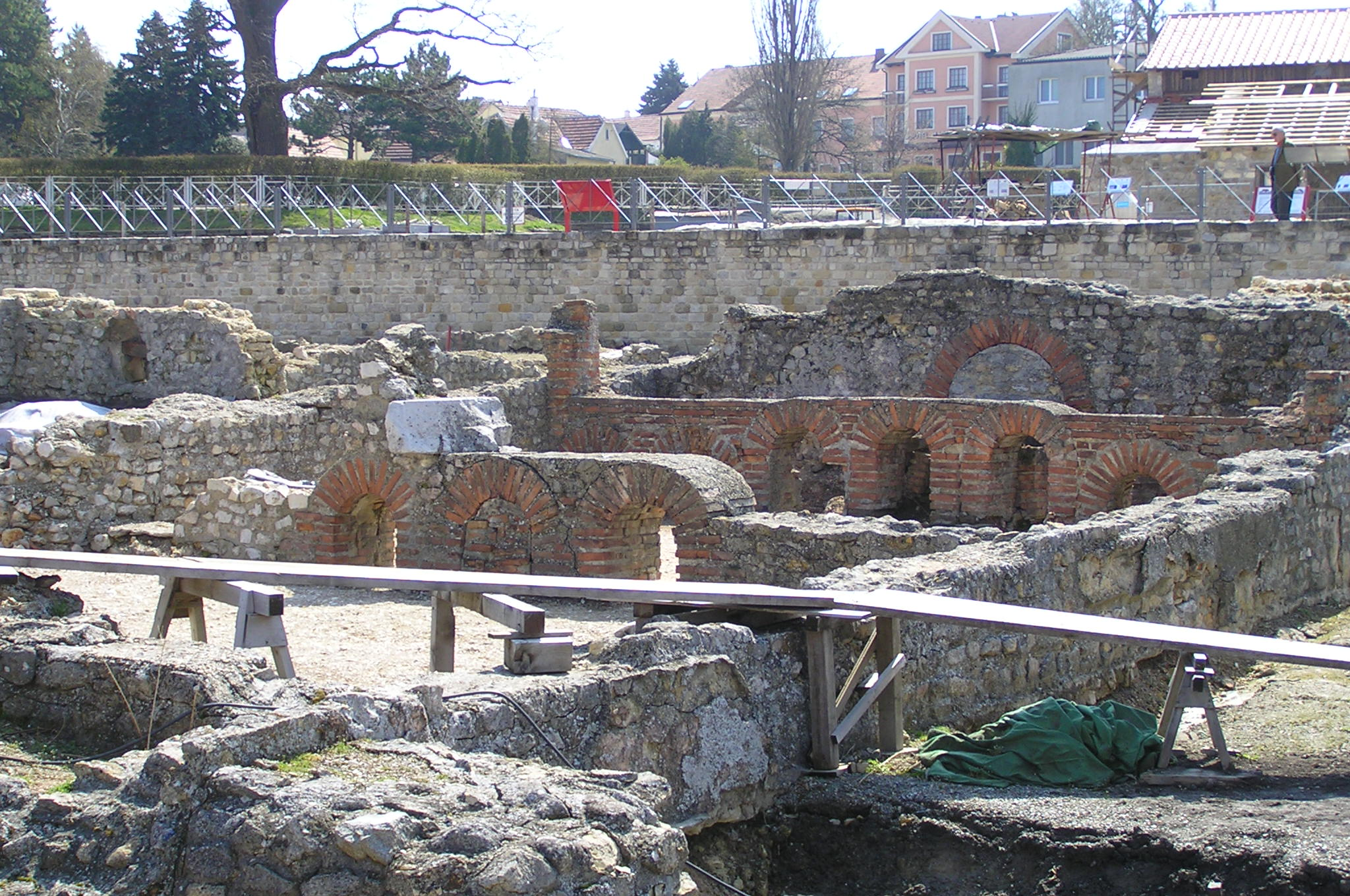
Ruiny łaźni (obecnie odbudowanej)

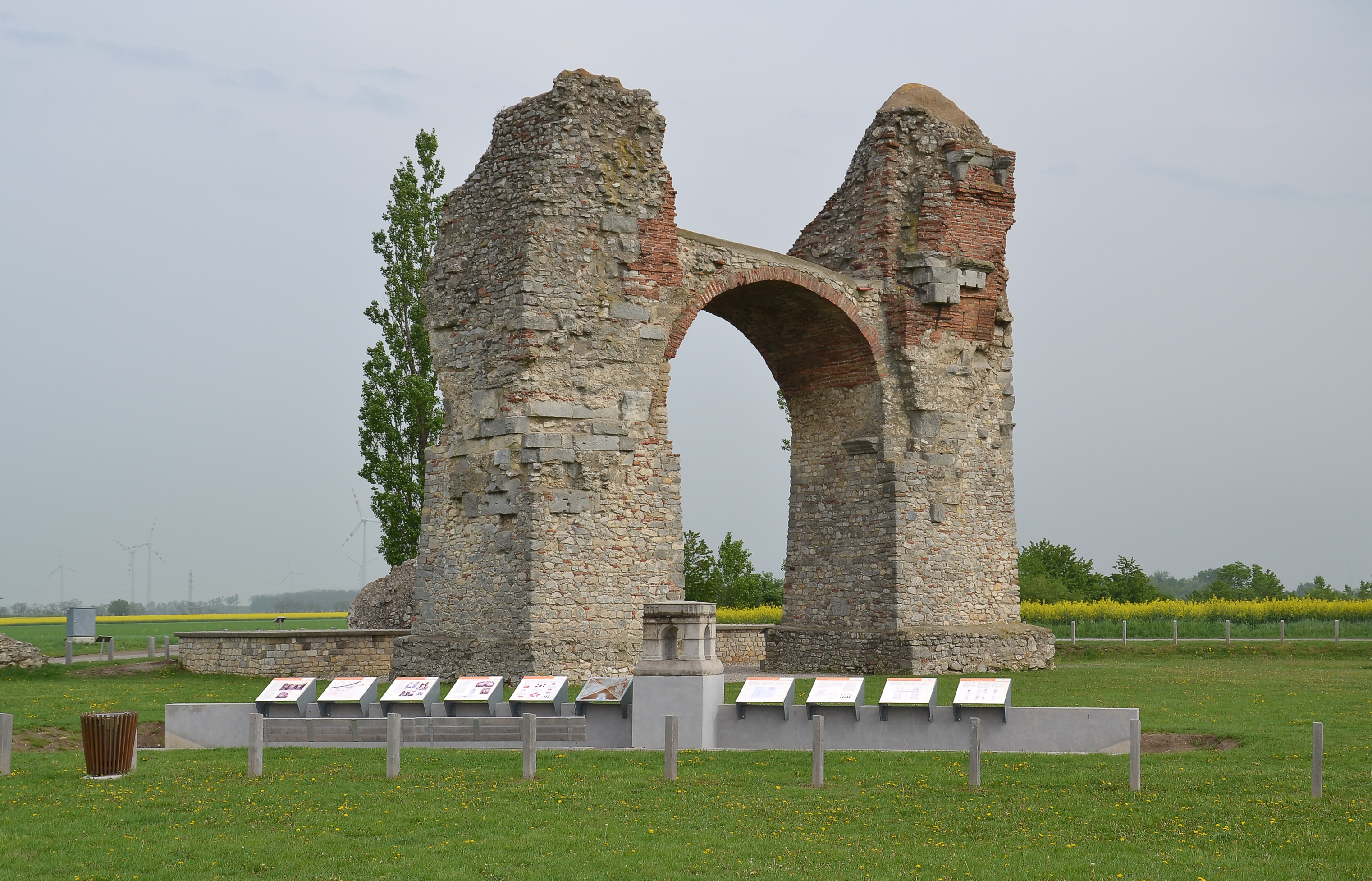
Tzw. Heidentor (w dolnej części widoczna rekonstrukcja pierwotnego wyglądu bramy)

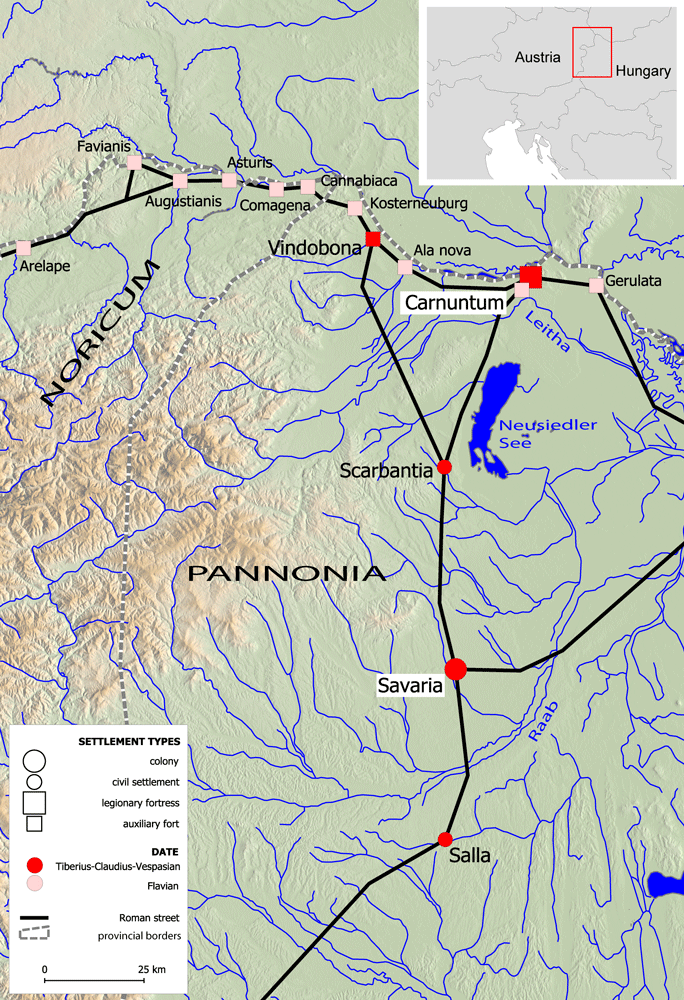
Panonia w II wieku n.e.

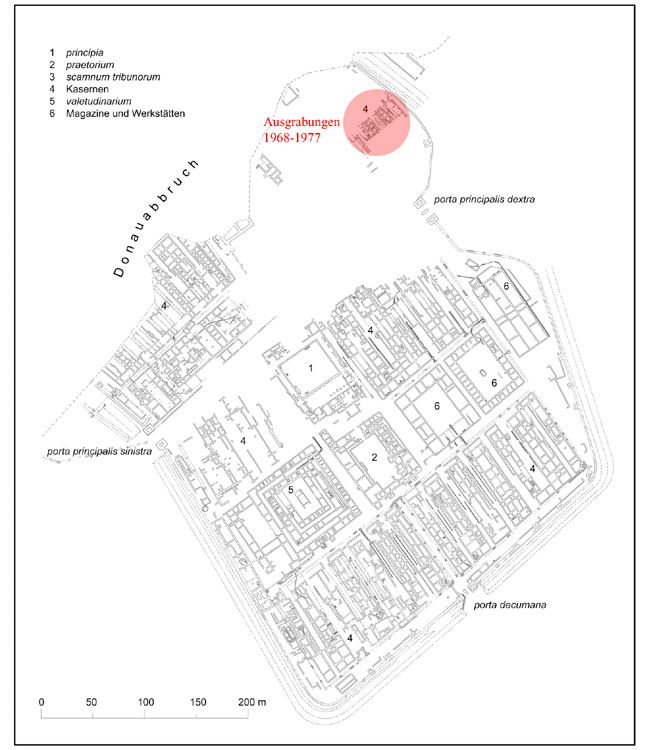
Plan obozu wojskowego w Carnuntum

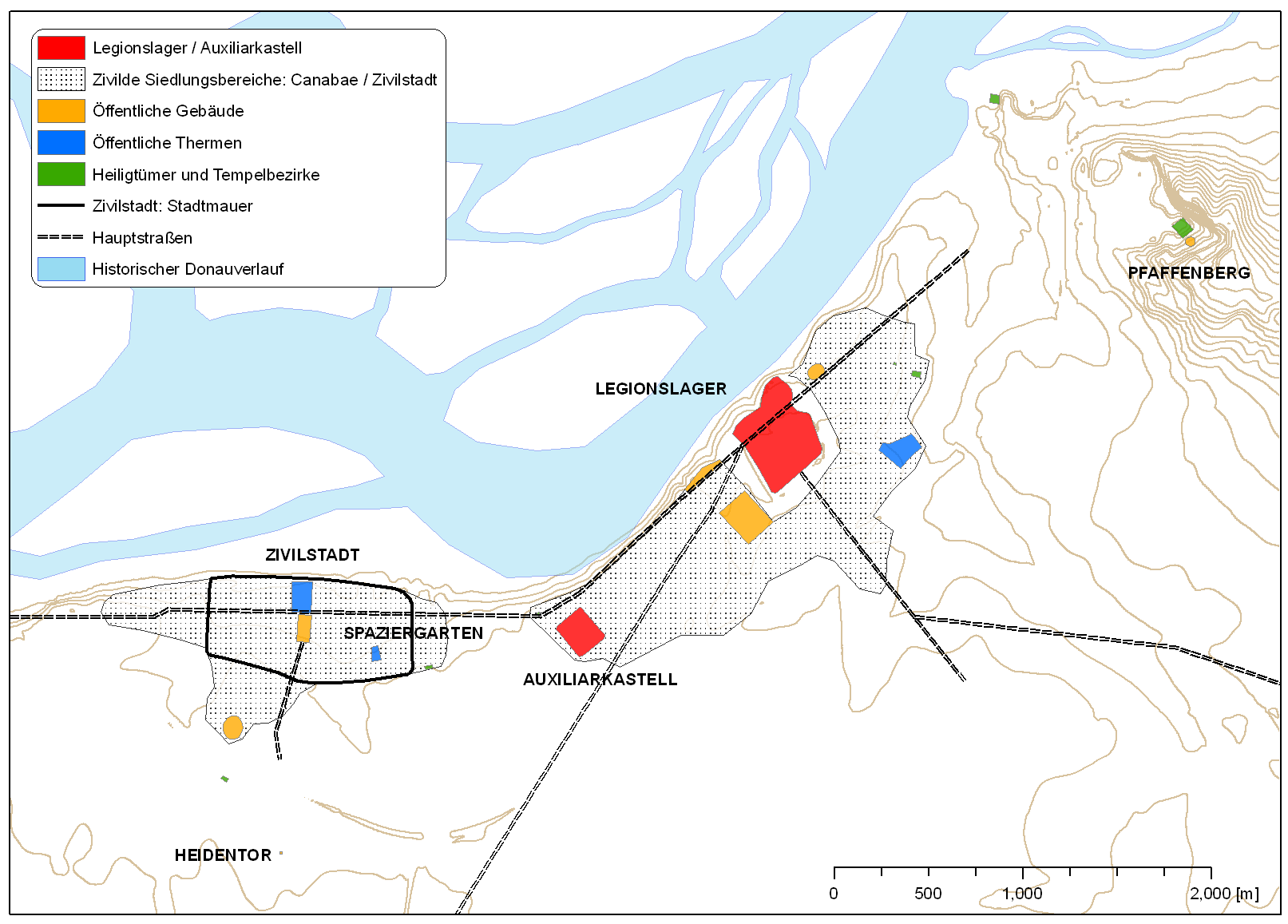
Współczesny plan ruin

Carnuntum – rzymski obóz wojskowy nad Dunajem oraz stolica rzymskiej prowincji Panonia, a od II wieku Górnej Panonii (Pannonia Superior). Obecnie stanowisko archeologiczne w północno-wschodniej Austrii, 10 km od granicy ze Słowacją. 
Pierwotnie osada celtycka, od której Rzymianie przejęli nazwę (prawdopodobnie pochodzi od słowa Kar lub Karn, oznaczającego kamień lub stertę kamieni).

## Historia
Pierwszy raz wspomniane w 6 n.e., kiedy w czasie wypraw przeciw Markomanom bazę miał tutaj przyszły cezar Tyberiusz. Większe wojskowe osadnictwo rzymskie datowane jest na lata 40/50 pierwszego wieku n.e. Obóz (castrum) był w pierwszym okresie drewniano-ziemny, ale od czasów Wespazjana głównym budulcem był kamień. Początkowo stacjonował tam legion X (Legio X Gemina), później legion XV (Legio XV Apollinaris). Za czasów Trajana do obozu przeniesiono legion XIV (Legio XIIII Gemina Martia Victrix). Wkrótce obok niego powstała osada wojskowa.
Obóz stał się ważną częścią limesu (Limes Romanus), chroniącego cesarstwo przed ludami barbarzyńskimi. Jego osłonę od wschodu stanowił obóz Gerulata, położony współcześnie na przedmieściach Bratysławy. Na początku II wieku Carnuntum stało się stolicą nowo utworzonej prowincji Górna Panonia. Cesarz Hadrian podniósł rangę znajdującej się przy obozie osady cywilnej do municypium (Municipium Aelium Carnuntum). Podczas wojen z Markomanami w latach 70. II wieku w Carnuntum przebywał cesarz Marek Aureliusz i mieściła się tam jego główna operacyjna siedziba. W 194 Septymiusz Sewer nadał Carnuntum tytuł colonia (Colonia Septimia Aurelia Antoniniana Carnuntum), łącząc obóz oraz obie osady (cywilną i wojskową) w jeden organizm. W 260 miejscowe legiony obwołały cesarzem Regaliana, który jednak faktycznie panował tylko w Panonii.
Od czasów Domicjana do panowania Galiena na południowy wschód od obozu legionowego znajdował się też mniejszy obóz jazdy, o konstrukcji ziemno-drewnianej. Stacjonowała tam m.in. jednostka kawalerii ala I Tungrorum Frontoniana i I Pannoniorum Tampiana, a po przekształceniu w obóz kamienny – ala I Thracum victrix.
Świadectwem ciągłego znaczenia Carnuntum jest fakt, że w 308 odbyło się w nim spotkanie trzech cesarzy – Dioklecjana, Maksymiana i Galeriusza, podczas którego omawiano przyszły model rządów w imperium. 
W IV wieku Carnuntum przeżywało ciężki okres najazdów ludów barbarzyńskich – w tym czasie stolicę przeniesiono do spokojniejszej, niedalekiej Vindobony (dzisiejszy Wiedeń). W częstych odbudowach próbował je wspomagać cesarz Walentynian I, nigdy jednak nie zdołało powrócić do dawnej świetności. Ludność cywilna powoli opuszczała ośrodek, przenosząc się do Italii lub do innych prowincji. W 395 zniszczyli je Markomanowie, a ostateczny kres resztek osadnictwa przyniosły najazdy Madziarów w IX wieku.
Wykopaliska archeologiczne rozpoczęły się pod koniec XIX stulecia – austriaccy badacze odsłonili do dziś 3/4 obszaru dawnego kompleksu.

## Osada wojskowa i cywilna
Położone na szlaku bursztynowym Carnuntum przez wiele dziesiątek lat przeżywało rozkwit gospodarczy i było silnie promieniującym centrum rzymskiej kultury. W II wieku mogło w nim mieszkać nawet 40 tysięcy osób (Rzymian oraz przedstawicieli miejscowych ludów).
Przy obozie wojskowym istniała osada dla rodzin żołnierzy oraz osób świadczących usługi wojsku (canabae). Znajdował się tam wielki amfiteatr dla 7 tysięcy widzów, gdzie możliwe było również odgrywanie bitew morskich. 
Osada cywilna (vicus) powstała została prawdopodobnie za rządów cesarza Domicjana. Założyli ją obywatele rzymscy, głównie kupcy prowadzący interesy w Panonii. Posiadała duże łaźnie, forum, świątynie (w tym najważniejszą, poświęconą Jowiszowi, ale również Wenus oraz Mitrze – mithraeum), a także amfiteatr cywilny dla 13–15 tysięcy widzów, który w pierwszej połowie IV w. zamknięto i wystawiono w jego miejscu kościół. Działały tam liczne zakłady rzemieślnicze i produkcyjne; słynęła zwłaszcza z cegielni (w tym jedna pod nazwą Valeria Constantia). Pod ulicami osady przebiegała kanalizacja. 
W latach 50. IV wieku w osadzie cywilnej stanął łuk triumfalny sławiący cesarza Konstantyna II (popularnie zwany Heidentor, czyli Pogańską Bramą) – jako ostatnie świadectwo aktywności mieszkańców podupadającego miasta.

## Park archeologiczny

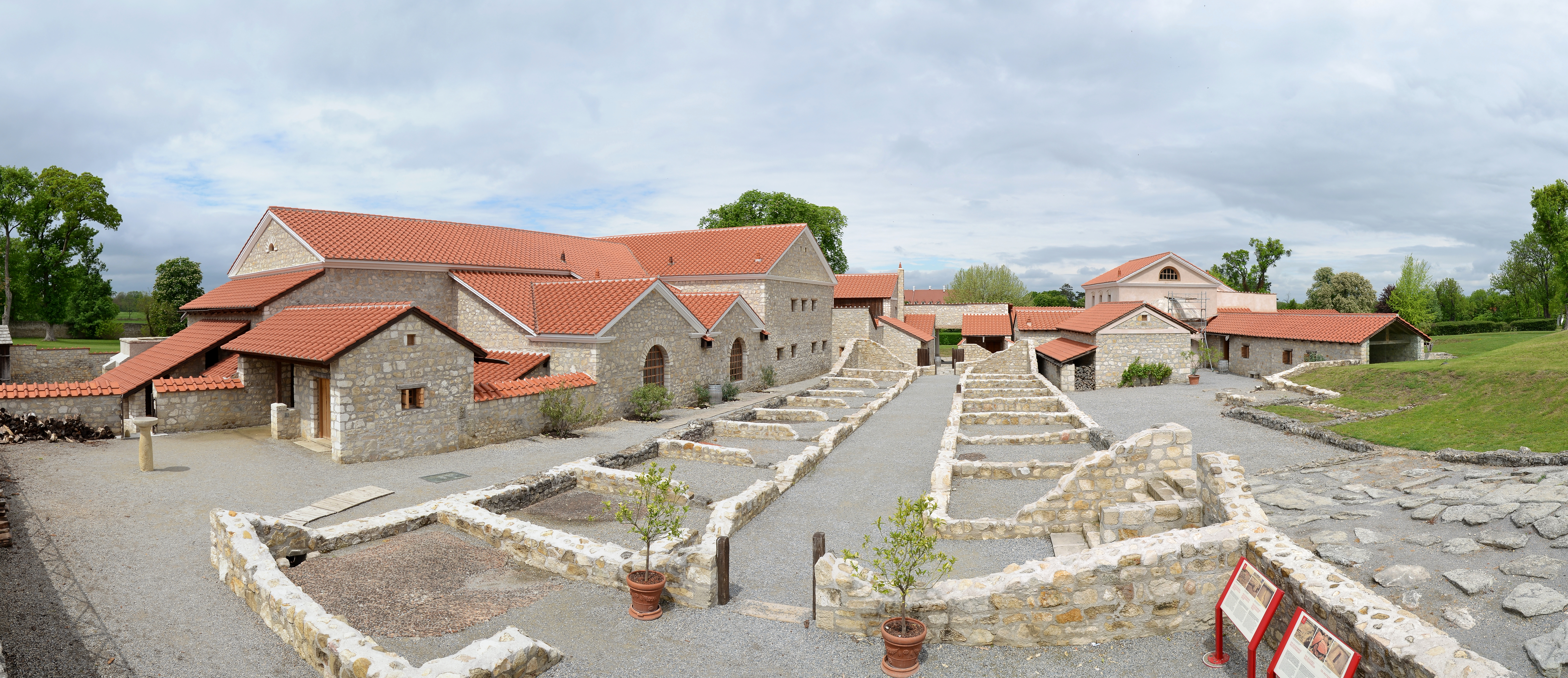
Park Archeologiczny – po lewej odbudowane łaźnie publiczne, po prawej villa urbana. Pośrodku ruiny tzw. valetudinarium, czyli lecznicy wojskowej

W Petronell-Carnuntum, na terenie dawnej osady cywilnej, znajduje się park archeologiczny (Archäologischer Park Carnuntum). Turyści mogą zwiedzać odsłonięte resztki budynków i ulic. Największą atrakcją są kompletne budynki odbudowane techniką i z użyciem materiałów wykorzystywanych w czasach rzymskich. Są to:
- tzw. dom Lucjusza – według inskrypcji na początku IV w. n.e. właścicielem był Lucius Maticeius Clemens, przedstawiciel rzymskiej klasy średniej.
- villa urbana – powstała około 310 n.e., o powierzchni 600 metrów kwadratowych, reprezentacyjna luksusowa willa należąca do klasy wyższej. Niektóre malowidła ścienne odtworzono na podstawie znalezisk archeologicznych.
- łaźnie publiczne (termy) – powstałe w II wieku n.e., z funkcjonującym systemem grzewczym i wodociągowym. Są to jedyne w pełni działające na świecie rzymskie łaźnie, zrekonstruowane z wykorzystaniem starożytnej techniki budowlanej i usytuowane w pierwotnym miejscu.

Rekonstrukcję budynków prowadzono w latach 2006–2011. Obecnie Park Archeologiczny odwiedza 250 tys. turystów rocznie. W jego pobliżu widoczne są też odsłonięte resztki wielkich term (wcześniej błędnie określane jako ruiny pałacu), amfiteatr cywilny, przy którym podczas badań gruntu i po wykonaniu zdjęć lotniczych odkryto pozostałości po szkole gladiatorów, oraz tzw. Heidentor.
Z dawnej osady wojskowej pozostał tylko amfiteatr. W miejscowości Bad Deutsch-Altenburg ma siedzibę Museum Carnuntinum, otwarte w 1904 przez cesarza Franciszka Józefa I, w którym zgromadzono najcenniejsze pamiątki pochodzące z wykopalisk. Inne muzeum w Hainburg an der Donau dokumentuje techniki rekonstrukcji wykorzystane w Parku Archeologicznym.

## Galeria

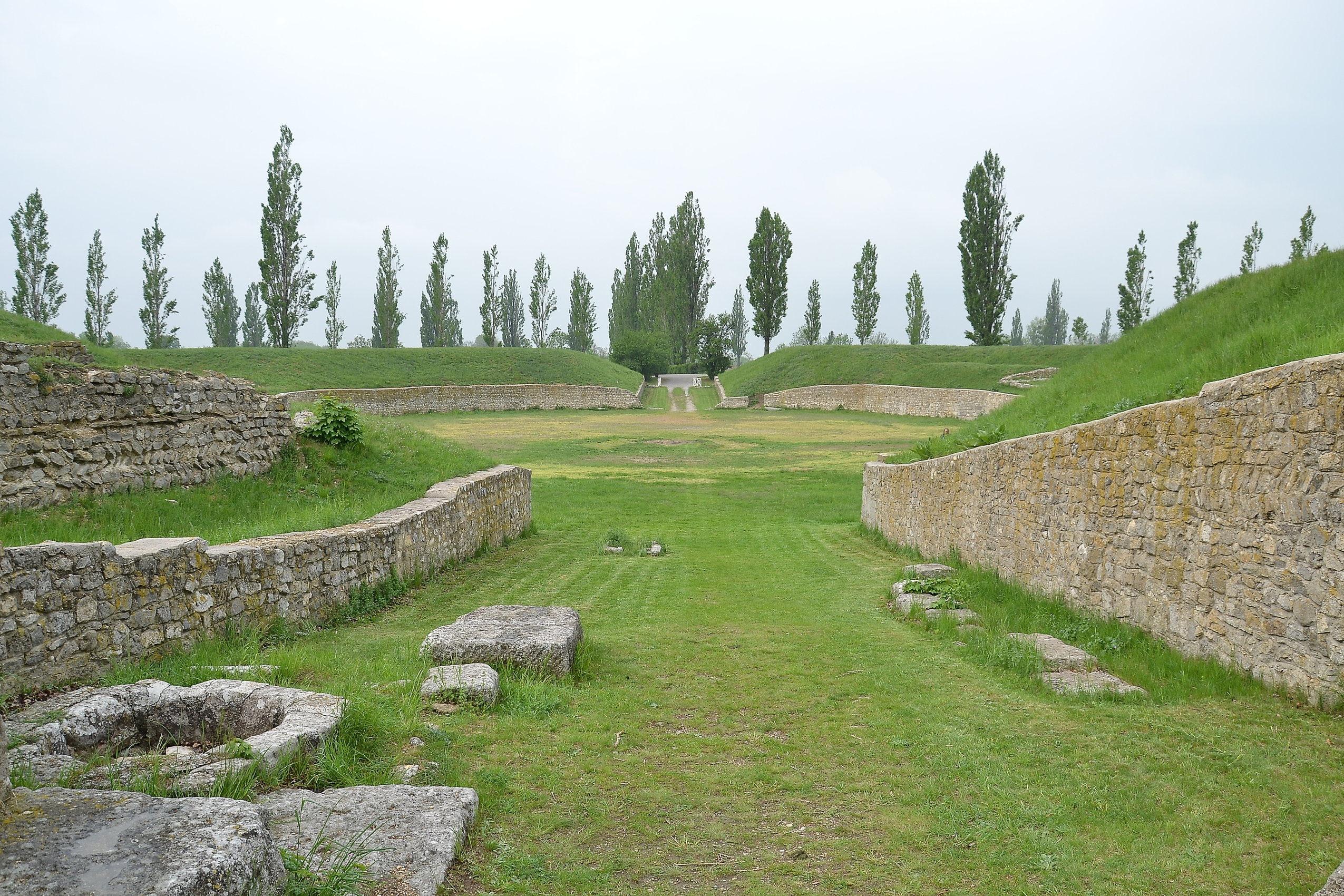
Ruiny amfiteatru cywilnego
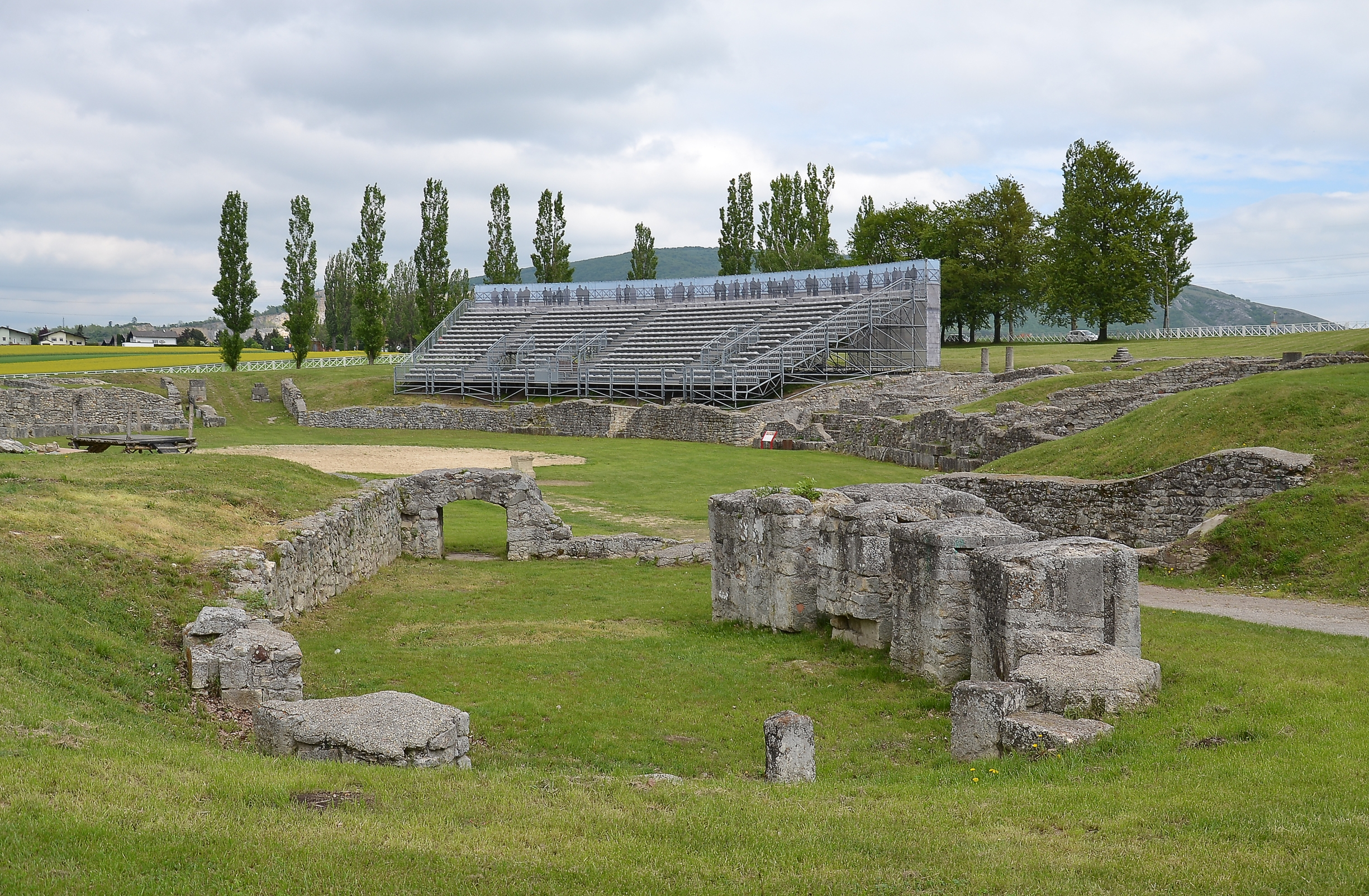
Ruiny amfiteatru wojskowego
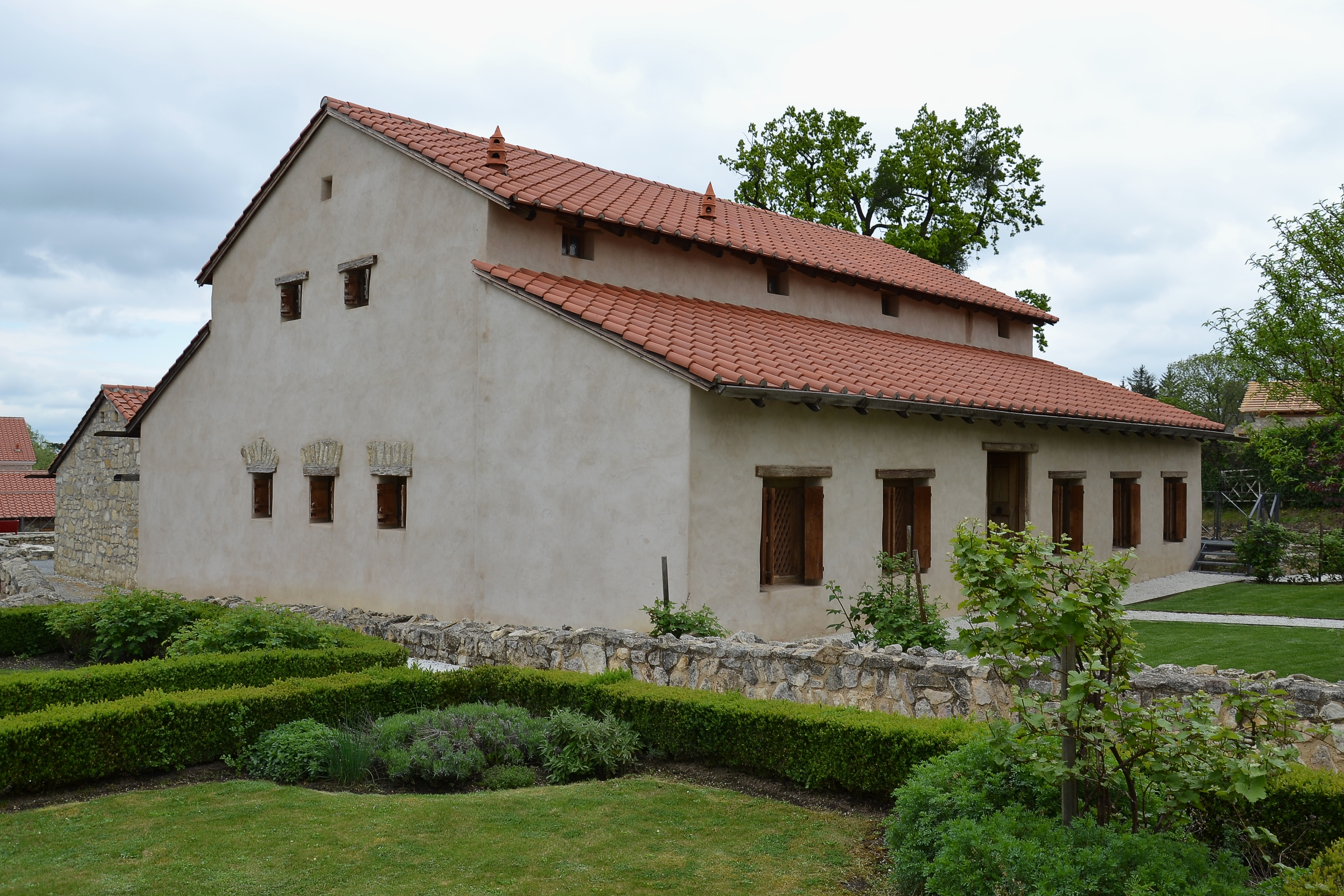
Zrekonstruowany tzw. dom Lucjusza
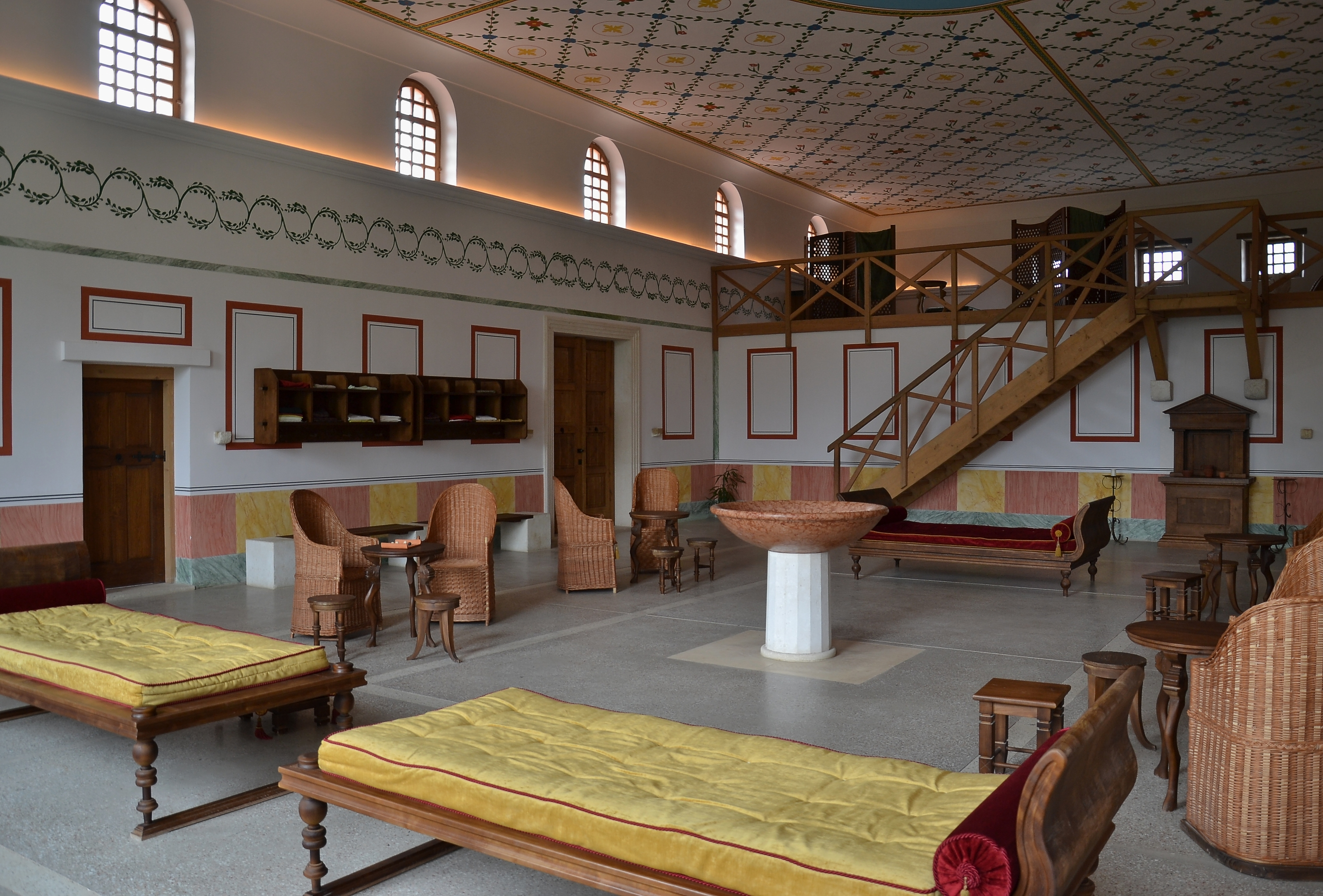
Zrekonstruowane wnętrza term